# Caltathra paniensis
Caltathra paniensis is een rechtvleugelig insect uit de familie krekels (Gryllidae). De wetenschappelijke naam van deze soort is voor het eerst geldig gepubliceerd in 2002 door Desutter-Grandcolas.